# Hugo XI. von Lusignan
Hugo XI. von Lusignan, genannt der Braune (Le Brun) (* 1221; † 6. April 1250 bei Fariskur, Ägypten) war Herr von Lusignan, Graf von La Marche und Angoulême sowie Regent der Grafschaften Penthièvre und Porhoët.
Er war der Sohn von Hugo X. von Lusignan und Isabella von Angoulême. Er war der Halbbruder König Heinrichs III. von England.
Im Januar 1236 heiratete er Yolande von Dreux (* 1218; † 1272), Gräfin von Penthievre und Porhoët, Tochter des Peter von Dreux und Braine, Herzog von Bretagne. Aus dem Recht seiner Frau war er Graf von Penthièvre und Porhoët.
Im August 1248 brach sein Vater zum Kreuzzug nach Ägypten (sechster Kreuzzug) unter König Ludwig IX. von Frankreich auf, er selbst begleitete ihn nicht. Der Vater fiel am 5. Juni 1249 bei den Kämpfen um Damiette, weshalb Hugo XI. ihm als Herr von Lusignan, Graf von La Marche und Graf von Angoulême nachfolgte. Es ist allerdings unwahrscheinlich, dass er zu diesem Zeitpunkt vom Tod seines Vaters wusste. Denn von ihm ist ein Brief erhalten, der auf dem 29. Juni 1249 in Paris datiert ist, in dem Hugo XI. seine eigene Kreuzzugsvorbereitung dokumentierte, aber den Tod des Vaters nicht erwähnte. Zusammen mit elf Rittern in seinem Gefolge schloss sich Hugo XI. dem Prinzen Alfons von Poitiers an, mit dem er im Oktober 1249 die ägyptische Hafenstadt Damiette erreichte und hier wohl vom Tod des Vaters erfuhr.
Hugo XI. nahm nun am weiteren Kreuzzug teil, in dessen Verlauf auch er fiel, als das Heer auf seinem Rückzug von al-Mansura am 6. April 1250 bei Fariskur von den Mameluken überwältigt wurde.

## Nachkommen
Mit seiner Frau Yolande hatte er sieben Kinder:
- Hugo XII. († 1270), Nachfolger Hugos XI. als Herr von Lusignan, Graf von La Marche und Angoulême, Herr von Couhé und Peyrat
- Adelheid (Alix) (* nach Oktober 1236; † Mai 1290) ⚭ Gilbert de Clare, 6. Earl of Hertford († 1295)
- Marie (* 1242; † nach 11. Juli 1266) ⚭ Robert de Ferrers, 6. Earl of Derby
- Isabella (* 1248; † 1304) ⚭ Moritz von Belleville (* 1252; † 1271), Herr von Commerquiers und La Garnache.
- Yolande († 1305) ⚭ Peter I., Herr von Preaux
- Guido († 1288/89), Herr von Cognac, Archiac, Couhé und La Fère-en-Tardenois
- Gottfried († 1264)